# Grenadai anolisz
A grenadai anolisz (Dactyloa richardii) a hüllők (Reptilia) vagy (Sauropsida) osztályába és a Polychrotidae családjába tartozó faj.

## Elterjedése
A grenadai anolisz Grenadában és Saint Vincent és a Grenadine-szigetek területén honos. Betelepítették Trinidad szigetére.

## Megjelenése
Színe sötétzöld. A grenadai anolisz egy nagy anoliszfaj, testhossza 140 mm.